# Buchbrunn
Buchbrunn er en kommune i Landkreis Kitzingen i Regierungsbezirk Unterfranken, i den tyske delstat Bayern. Den er en del af Verwaltungsgemeinschaft Kitzingen.

## Geografi
Buchbrunn ligger i Region Würzburg.